# Dixie Bubbles
Dixie Bubbles (Shreveport, Luisiana; 9 de junio de 1969) es una actriz pornográfica estadounidense.

## Biografía
Su debut parece haber sido alrededor del año de 1994, y su retiro por el verano del 2000. Empezó como una bailarina de topless y como muchas otras artistas big boobs de ese tiempo, sus desempeños fueron energéticos y utilizando una gran variedad de disfraces muy colorados.
Ha hecho unas pocas apariciones en el cine erótico (sólo 2 películas le son conocidas) y pero ha modelado en revistas, a menudo agraciando las cubiertas y páginas centrales (centerfold). Algunos de sus cubiertas incluyen D Cup, Gent, Score, Leg Show entre otros. Para los filmes y los pictóricos ha hecho trabajo principalmente softcore. Trabajó con Score y también apareció en el Danni's Hard Drive la página de la modelos y estrella porno Danni Ashe. Ganó el título Miss Nude Southern Belle.

## Filmografía
- 1995 Dixie Bubbles: Volume 61
- 2000 Babes In The Woods